# Channon Roe
James Channon Roe (* 27. Oktober 1969 in Pasadena, Kalifornien) ist ein US-amerikanischer Schauspieler.

## Leben
Roe debütierte in einer Folge der Fernsehserie Willkommen im Leben aus dem Jahr 1994. Im Fernsehthriller Die Stimme des Killers (1995) trat er an der Seite von Andrew McCarthy, Mädchen Amick und Cheech Marin auf. Im Actionthriller Soldier Boyz (1996) spielte er an der Seite von Michael Dudikoff und Jacqueline Obradors eine der größeren Rollen. Im Actionthriller Täter unbekannt (1996) war er neben Joe Mantegna, Kelly Lynch, Naomi Watts und Xander Berkeley zu sehen. Im Actionthriller Death Valley – Im Tal des Todes (1998) spielte er den Freund von Samantha Kingsley (Sheryl Lee), der gemeinsam mit ihr einen Überfall begeht und – angeschossen – zurückgelassen wird. In der Komödie Spin Cycle (2000) trat er in einer größeren Rolle neben Maxine Bahns und Lochlyn Munro auf.

## Filmografie (Auswahl)
- 1995: Die Stimme des Killers (The Courtyard)
- 1995: The Low Life
- 1995: Soldier Boyz
- 1996: Täter unbekannt (Persons Unknown)
- 1996: Embraced – Clan der Vampire (TV-Serie)
- 1997: Akte X – Die unheimlichen Fälle des FBI (Fernsehserie, Episode 4x15)
- 1997: Boogie Nights
- 1998: Death Valley – Im Tal des Todes (Dante’s View)
- 1998: Cool Girl (Girl)
- 1998: Ich kann’s kaum erwarten! (Can't Hardly Wait)
- 1999: Diagnose: Mord Der Doppelgänger 1 & 2 (Staffel 7, Folge 7 und 8)
- 2000: Spin Cycle
- 2001: Angels Don’t Sleep Here
- 2002: Mi amigo
- 2005: Stray (Kurzfilm)
- 2006: Windfall (Fernsehserie)
- 2006: Beautiful Dreamer